# Юбілєйний (рудник)
Юбілєйний (рудник) — колишнє гірничодобувне підприємство у Східно-Казахстанській області.
У межах розташованого на лівобережжі Іртишу Калбінського хребта була виявлена зона рідкіснометально-олов'яного зруднення. Зокрема, в другій половині 1940-х тут вели розробку на вольфрам та олово Ак-Кезенського родовища та Асу-Булацького розсипу.
Дещо пізніше, в 1955-му, неподалік відкрили родовище Юбілєйне із тантал-ніобієвим, олов'яним, берилієвим, літієвим та цезієвим зрудненням. Воно стало одним з основних — нарівні з Бакенним та Білогорським для Білогорського гірничо-збагачувального комбінату. Втім, останній продукував лише танталовий та олов'яний концентрати, тоді як бериллій, літій та цезій накопичувались у хвостосховищах.
Розробка родовища первісно велась за допомогою кар'єру, після чого відбувся перехід на підземний метод розробки. Руда проходила збагачення на Ак-Кезенській фабриці, після чого відправлялась на центральну фабрику доведення Білогорського ГЗК, де відбувалось розділення єдиного концентрату на танталовий та олов'яний.
У 1993 році Білогорський ГЗК припинив свою роботу. Наприкінці того ж десятиліття існували плани використати Ак-Кезенську фабрику для роботи із привозною китайською сировиною, проте вони так і не реалізувались.